# Тучин, Валерий Викторович
Валерий Викторович Тучин (род. 4 февраля 1944 года, Саратов, РСФСР, СССР) — советский и российский учёный-оптик, специалист в области медицинской физики, биомедицинской оптики и биофотоники, член-корреспондент РАН (2019), лауреат Национальной премии в области будущих технологий «Вызов». 

## Биография
Родился 4 февраля 1944 года в Саратове.
В 1966 году — окончил физический факультет Саратовского государственного университета.
С 1966 по 1970 годы — инженер Научно-исследовательского института механики и физики при СГУ (НИИМФ СГУ).
В 1973 году — защитил кандидатскую, а в 1982 году — докторскую диссертацию.
С 1971 года по настоящее время — работает в Саратовском государственном университете, где прошёл путь от ассистента до декана физического факультета (1982—1989), в настоящее время — заведующий кафедрой оптики и биофотоники (с 1982 года), заведующий лабораторией лазерной диагностики технических и живых систем Института проблем точной механики и управления РАН ФГБУН Федеральный исследовательский центр «Саратовский научный центр Российской академии наук» (с 1989 года).
С 2014 года по настоящее время — научный руководитель междисциплинарной лаборатории биофотоники Национального исследовательского Томского университета.
С 2017 года по 2020 — научный руководитель лаборатории фемтомедицины Национального исследовательского университета ИТМО.
С 2000 по 2015 годы — директор по внешним связям научно-образовательного центра Министерства образования и науки РФ и Американского фонда гражданских исследований «Нелинейная динамика и биофизика».
С 2003 года по настоящее время — директор Научно-образовательного института оптики и биофотоники при СГУ.
С 2007 года по настоящее время — директор Международного научно-образовательного центра оптических технологий в промышленности и медицине (МНОЦ) «Фотоника» при СГУ.
В 2019 году — избран членом-корреспондентом РАН.
С 2020 – по настоящее время - руководитель научного медицинского центра СГУ.
Председатель диссертационного совета при СГУ по защите докторских диссертаций по специальностям оптика и биофизика (физико-математические науки)
Член международного совета научно-образовательной школы «Фотонные и квантовые технологии. Цифровая медицина» Московского государственного университета имени М.В. Ломоносова
Член экспертного совета особой экономической зоны технико-внедренческого типа, созданной на территориях Энгельского, Балаковского муниципальных районов и муниципального образования «Город Саратов» Саратовской области

## Научная деятельность
Специалист в области медицинской физики, биомедицинской оптики и биофотоники.
Основные научные результаты:
- пионерские исследования взаимодействия оптического и терагерцового излучения с биологическими тканями и разработка на этой основе когерентно-оптических и спектральных методов медицинской диагностики и лазерной терапии, включая in vivo цитометрию, лазерную оптопорацию клеток, управляемое открытие биологических барьеров, а также биосенсорику и бионаноплазмонику;
- разработаны методы управления оптическими свойствами биологических тканей и суспензий клеток, которые в применении к разнообразным линейными и нелинейными методами спектроскопии, микроскопии и томографии эффективны от глубокого УФ до терагерцового диапазона;
- получены большие объемы новых данных для оптических параметров многочисленных биологических тканей и скорости диффузии целого ряда агентов в тканях, в том числе в контексте разработки методов доставки лекарственных препаратов, оптических просветляющих агентов и наночастиц.

Автор или редактор более 35 книг, 92 глав в книгах, 64 специальных выпусков журналов, 100 трудов конференций, 35 учебных пособий, более 70 патентов РФ, Белоруссии, США и Португалии  и более 1000 научных статей и аналитических обзоров. 
Разработчик образовательного стандарта для магистров по биофотонике, имеет учебник с грифом Минобрнауки, рекомендованный для специальности «медицинская физика».
Под его руководством защищены 12 докторских и 41 кандидатская диссертация.
Количество публикаций — 1360 (Scopus), количество цитирований — 21801 (Scopus), индекс Хирша — 65 (Scopus) (на первом месте среди российских учёных в области биотехнологий, по состоянию на 2020 год). Количество цитирований — 40183 (Google Scholar Citation), индекс Хирша — 89 (Google Scholar Citation). 
Число загрузок наиболее цитируемых книг и статей превышает 100000.

### Научно-организационная деятельность
- вице-президент Российского фотобиологического общества (2005—2011)
- член совета Российского фотобиологического общества (с 2005)
- академик РАЕН;
- академик Академии инженерных наук им. А.М. Прохорова;

- член Международного общества по оптической технике SРIЕ;
- член Международного общества по биомедицинской оптике ВiОS
- Соросовский профессор;
- FiDiPro профессор (Finland Distinguished Professor, TEKES);
- Главный редактор журнала Journal of Biomedical Photonics & Engineering http://jbpe.ssau.ru/index.php/JBPE;
- Главный редактор журнала The Open Biomedical Engineering Journal https://benthamopen.com/TOBEJ/editorial-board/4
- Главный редактор журнала Materials по направлению Optics and Photonics https://www.mdpi.com/journal/materials/sectioneditors/optics_photonics
- Заместитель главного редактора журнала Известия Саратовского университета – Новая серия. Физика https://fizika.sgu.ru/en/editorial-board;
- Тематический редактор/Редактор-консультант журнала Journal of Biomedical Optics, https://www.spiedigitallibrary.org/journals/journal-of-biomedical-optics/editorial-board?SSO=1#navBarAnchor;
- Член редакционного совета журналов: Journal of Innovative Optical Health Sciences (JIOHS) https://www.worldscientific.com/page/jiohs/editorial-boardж Квантовая электроника https://iopscience.iop.org/journal/1063-7818; Лазерная медицина http://www.goslasmed.ru/laser_medicine_periodical/; Current Pharmaceutical Biotechnology http://www.eurekaselect.com/node/607/current-pharmaceutical-biotechnology/editorial-board;
- Член редколлегии журналов: Известия ВУЗов - Прикладная нелинейная динамика, https://andjournal.sgu.ru/ru/content/redakcionnaya-kollegiya; Оптика и спектроскопия, https://journals.ioffe.ru/journals/5; Письма в журнал технической физики, http://journals.ioffe.ru/journals/editors/4; Журнал технической физики, https://www.elibrary.ru/title_about_new.asp?id=7801; Light: Advanced Manufacturing (LAM), https://www.light-am.com/index.htm; Journal of Biophotonics, https://onlinelibrary.wiley.com/journal/18640648; Translational Biophotonics, https://www.onlinelibrary.wiley.com/journal/26271850; Journal of X-Ray Science and Technology – Clinical Applications of Diagnosis and Therapeutics, https://www.iospress.nl/journal/journal-of-x-ray-science-and-technology/; Applied Scientific Reports, http://www.hoajonline.com/applscirep/editorialboard; Frontiers of Optoelectronics https://link.springer.com/journal/12200ж Член международного совета журнала Physics in Medicine and Biology (2013-2016).
- Член комитета по биофотонике международного научного общества IEEE;
- Узловой лидер по РФ Всемирного консорциума по биофотонике BP4L (Node Leader of Biophotonics4Life Worldwide Consortium);
- Член международного совета Центра биомедицинской фотоники им. Бриттона Чанса Хуажонг научно-технологического университета г. Ухани (2013 – 2015);
- Член совета факультета инженерных наук Национальной лаборатории по оптоэлектронике г. Ухани Хуажонг научно-технологического университета г. Ухани (2014 –2019);
- Член рабочих групп 3 и 7 Европейской технологической платформы Photonics21;
- Член рабочей группы по биофотонике технологической платформы РФ «Фотоника»;
- Член рабочей группы по международным связям технологической платформы РФ «Медицина будущего»
- Член комитета EPIC Biophotonics, EPIC - Европейский консорциум фотонной промышленности;
- Член рабочей группы по биологическим и медицинским наукам по оценке исследовательской инфраструктуры для включения в национальную дорожную карту Германии (2016);
- Член Совета Российского отделения SPIE, член комитетов SPIE по организации научных конференций, по публикациям и советников президента SPIE по Европе (1990-2005);
- Член/Председатель комитета по премиям OSA Robert E. Hopkins Leadership Award (2017/2018);
- Член/Председатель комитета по премиям OSA/ SPIE Joseph W. Goodman Book Writing Award (2018-2024);
- Эксперт научного фонда Израиля;
- Эксперт проектов Европейского союза 7-й Рамочной программы и Horizon 2020;
- Эксперт исследовательской программы профессоров SFI научного фонда Ирландии;
- Член подкомитета “Thermal Medicine” of The American Society of Mechanical Engineers (с 2020).

## Учебная работа
В СГУ и ТГУ подготовил и читает для студентов биофизических специальностей курс введение в специальность, общий курс оптики и специальные курсы по оптике биотканей, медицинским лазерам и волоконным световодам, микроструктурным световодам для медицины, оптическим измерениям в биомедицине, оптической цитометрии и лазерному микроспектральному анализу.
Подготовил и прочитал более 50 кратких курсов по оптике и спектроскопии биотканей и биофотонике для российской и международной аудитории аспирантов, докторантов, инженеров, работников компаний и медицинских работников (1991-2024), в том числе в рамках образовательных программ международных оптических обществ SPIE и OSA и Оптического общества имени Д. С. Рождественского. В России: МИЭТ, ТГУ, МГТУ им. Н.Э. Баумана, МГУ, Приволжский исследовательский медицинский университет Н. Новгород, университет ИТМО, ФГБУ «НМИЦ им. В. А. Алмазова» Минздрава России и др. За рубежом: Украина, Латвия, Литва, Канада, Италия, Германия, США, Великобритания, Франция, Венгрия, Польша, Испания, Греция, Финляндия, Португалия, Республика Корея, Китай, Сингапур, Япония, включая последние: Греция (2015), Великобритания (2016), Литва (2017), Латвия (2017), Италия (2018), Германия (2015, 2018, 2019, 2021), США (2015, 2016, 2018, 2020), Израиль (2015, 2016, 2018), Франция (2017, 2018), Польша (2016), Испания (2017, 2018), Финляндия (2019), Республика Корея (2016, 2017), Макао (2016), Китай (2016, 2017, 2018, 2023), Япония (2016), Бразилия (2019), Индия (2020), Швейцария (2020), Пермь (2021), Иран (2021, 2022, 2023), Турция (2022), Мексика (2023), Армения (2023). 

## Награды
- Медаль «За Трудовое Отличие» (1976)
- Орден Трудового Красного Знамени (1986)
- Орден Дружбы (2005)[5]
- Заслуженный деятель науки Российской Федерации (1999)[6]
- Почетный член международного общества по оптической технике (SPIE Fellow 2005)
- Премия международного общества по оптической технике (SPIE Educational Award, 2007) за выдающиеся достижения и в знак признания беспрецедентного вклада в мировое образование и распространение технической информации в области биомедицинской оптики и биофотоники, а также новаторскую работу в рамках SPIE образовательных программ по биомедицинской оптике. http://spie.org/x15039.xml.
- Диплом Лазерной Ассоциации РФ за лучшую отечественную разработку в области лазерной аппаратуры и лазерно-оптических технологий в номинации «Учебные пособия, справочные и научно-популярные издания лазерной тематики» за книгу В.В. Тучин, «Лазеры и волоконная оптика в биомедицинских исследованиях», М.: Физматлит, 2010 (2012).
- Почетный профессор Саратовского университета (2014).
- Гранты Президента РФ поддержки научных школ №№ 96-15-96389, 00-15-96667, 25.2003.2, НШ-208.2008.2, НШ-1177.2012.2, НШ-703.2014.2 и НШ-7898.2016.2.
- Грант Министерства образования и науки РФ 1.4.06, РНП.2.1.1.4473 «Ведущие научно-педагогические коллективы» 2003-2014.
- Почётный член Международного оптического общества OSA (2015)[7]
- Chime Bell Prize of Hubei Province, China (2014) - Премия за вклад в развитие провинции Хубей, научных исследований, создание платформы и обучение талантов Национальной лаборатории по оптоэлектронике (Wuhan National Laboratory for Optoelectronics (WNLO)), а также за развитие двухсторонних связей провинции Хубей с ее зарубежными партнерами.
- OSA / SPIE премией Джозефа У. Гудмана за написание монографии V.V. Tuchin, Tissue Optics: Light Scattering Methods and Instruments for Medical Diagnostics, 3rd edition, PM 254, SPIE Press, Bellingham, WA, 2015, которая признана выдающейся монографией, внесшей значительный вклад в исследования, преподавание и развитие промышленности в области оптики и фотоники. http://www.osa.org/enus/awards_and_grants/awards/award_description/goodmanbookaward/  (2879 цитирований в Google Scholar).
- Лауреат премии Nanqiang Life Science серии лекций Сямынь университета, Китай (2016).
- Премия Майкла С. Фельда за новаторские исследования по биофотонике, в области оптики и оптического просветления биологических тканей, а также за развитие биофотоники, издание основополагающих монографий и обзоров для обучения будущих исследователей. https://www.osa.org/en-us/awards_and_grants/awards/award_description/michaelsfeld/;  (OSA, за 2019 год)[8]
- Приглашенный профессор Хуажонг научно-технологического университета г. Ухани (Huazhong University of Science and Technology) (Китай).
- Приглашенный профессор Тяньцзиньского университета (Tianjin University) (Китай).
- Адъюнкт профессор университета Лимерика (University of Limerick) (Ирландия)
- Адъюнкт профессор Национального университета Ирландии (Голуэй) (National University of Ireland Galway.
- Медали оптического общества им. Д.С. Рождественского: имени Д.С. Рождественского (2018) и имени С.И. Вавилова (2022)
- Медаль имени Александра Михайловича Прохорова  за разработку спектральных методов исследования биологических тканей для решения задач медицинской диагностики и дозиметрии в лазерной терапии и хирургии, присужденная Академией инженерных наук им. А.М. Прохорова (2021).
- Лауреат Общенациональной премии «Профессор года» в номинации «физико-математические науки» (01.11.2023).
- Краткосрочные гранты приглашенного профессора (1990–2023 годы) в университетах и компаниях США (36), Европы (21), Японии (4), Китая (16), Южной Кореи (4), Сингапура и Бразилии, включая Wellman Laboratories в 2002 году (серия лекций по фотомедицине MGH), Технологический институт Роуз-Халмана в 2007 году (Индиана, США), Университет науки и технологии (HUST), Ухань, Китай, 2012, 2016, 2017; Университет Оулу, Финляндия, 2011–2014 годы, 2019 год; Индия (4 университета) 2020; Хайнань университет, Санья, Китай (2023);Академия наук Армении, Ереван, Армения (2023).
- Премия «Международной академической издательской компании «Наука» за лучшую публикацию в издаваемых ею журналах» за цикл работ «Биомедицинская оптика и спектроскопия», опубликованных в журнале «Оптика и спектроскопия» (2011).
- Премия издательства Tsinghua University Press “Nano Research Top Papers Award” (2016) за публикацию статьи Nano Research, 7 (3), 325-337 (2014), DOI: 10.1007/S12274-013-0398-3.
- Статья Biomedical Optics Express 11 (2), 725-734 (2020), https://doi.org/10.1364/BOE.383390, включена в Spotlight on Optics http://www.osapublishing.org/spotlight/.
- Благодарственное письмо Российской академии наук за лекции в базовых школах РАН (2023)[9].
- Национальная премия в области будущих технологий «Вызов» в номинации «Учёный года» за выдающийся вклад в области наук о жизни, а также в новую междисциплинарную область знаний и технологий — биофотонику (2024)[10].